# Ибрагимов, Кюри Хамзатович
Ибраги́мов Кю́ри Хамза́тович (22 апреля 1956 года, станция Чиили, Казахская ССР, СССР) — российский учёный, доктор сельскохозяйственных наук, профессор, академик Академии наук Чеченской Республики.

## Биография
Родился в депортации 22 апреля 1956 года на станции Чиили в Казахской ССР. В 1973 году окончил школу в Грозном.
В 1978 году с отличием окончил Кабардино-Балкарский государственный университет по специальности «Учёный-агроном». В 1981 году окончил аспирантуру в том же университете.
После аспирантуры работал главным агрономом совхоза «Пригородный». В 1984-1987 годах являлся старшим научным сотрудником Чечено-Ингушской научно-исследовательской станции по овощеводству и плодоводству. Затем до 1994 года был преподавателем Чеченского государственного педагогического института. В 1994-1995 годах был докторантом Московской сельскохозяйственной академии имени К. А. Тимирязева. В 1995 году защитил докторскую диссертацию.
Перешёл на работу Чеченский научно-исследовательский институт сельского хозяйства, где работал директором до 2009 года. С 2009 года является профессором и преподавателем Чеченского государственного университета и главным научным сотрудником Академии наук Чеченской Республики.
Автор более чем 70 научных работ, в том числе 3 монографий.

## Семья
Женат. Имеет троих детей.
- Отец Ибрагимов, Хамзат Исмаилович — доктор химических наук, профессор, академик РАЕН, один из основателей и первый Президент Академии наук Чеченской Республики, директор Комплексного научно-исследовательского института Российской академии наук, депутат Верховного Совета СССР седьмого созыва, общественный деятель;
- Брат Ибрагимов, Канта Хамзатович — писатель и общественный деятель, лауреат Государственной премии Российской Федерации в области литературы и искусства, председатель Союза писателей Чеченской Республики, Народный писатель Чеченской Республики, академик Академии наук Чеченской Республики, доктор экономических наук, профессор, член Союза писателей России;
- Сестра Паскачёва Байза Хамзатовна — кандидат химических наук.